# Vaccinium absconditum
Vaccinium absconditum är en ljungväxtart som beskrevs av J. J. Smith. Vaccinium absconditum ingår i Blåbärssläktet, och familjen ljungväxter. Inga underarter finns listade i Catalogue of Life.